# Todos contentos y bastante locos
Todos contentos y bastante locos  fue un programa de entretenimientos argentino. Producido por Endemol y televisado por la cadena Telefe de Argentina. El mismo contaba con la conducción de Leonardo Montero y de la modelo Zaira Nara.

## Trayectoria
El programa debutó en la pantalla de Telefe el 13 de abril de 2013 con un promedio de 7.2 puntos de índice de audiencia y picos de 9 puntos de índice de audiencia pero el programa no cumplió con las expectativas esperadas y fue levantado, siendo el 18 de mayo de 2013 su última emisión en la pantalla de Telefe. Además de contar con la conducción de Leonardo Montero y Zaira Nara, formaron parte del ciclo los humoristas Noralih Gago, Dalia Gutmann, Darío Barassi y Rodrigo Bueno.

## Juegos
- Distracción: en este juego, 5 participantes deberán responder la mayor cantidad de preguntas, sin importar lo que pase a su alrededor, para evitar quedar eliminados. Porque el objetivo es no distraerse. Ante cada pregunta, los participantes tendrán que oprimir el pulsador para ganar el derecho a responder mientras, por ejemplo, reciben un tortazo en la cara. Cuando solo quede un finalista, deberá responder a 3 nuevas preguntas, para garantizarse los tres premios en juego. Y cada vez que responda mal, perderá uno de los premios de un modo explosivo.

- Camuflados: en este juego, cada programa, dos famosos invitados conformarán equipo, cada uno con un participante, para ayudarlos a jugar. El objetivo del juego es identificar al personaje verdadero camuflado entre los cuatro falsos. Así, por ejemplo, deberán distinguir al verdadero campeón de karate de los cuatro que fingen serlo. El equipo que logre identificar la mayor cantidad de “Camuflados” se ganará un premio en efectivo.

- Ni el primero ni el último: en este juego de preguntas, el objetivo es no elegir nunca, ninguna de las respuestas extremas. El juego comienza con 9 participantes que deberán responder a una pregunta, eligiendo una de las 9 opciones dadas. Pero si eligen alguna de las 2 respuestas extremas, quedarán eliminados. Esto se repetirá hasta que solo queden 3 finalistas en juego, que deberán decidir el monto de dinero que se quieren llevar de premio. Nuevamente, el más medido, que no haya resultado ni el más ni el menos ambicioso, será quien se lleve el dinero.

## Invitados
Cada emisión cuenta con dos figuras invitadas, con fin de participar del juego "Camuflados", ayudando a un participante cada uno de ellos.
| 13 de abril de 2013 | Martín Campilongo  |
| 13 de abril de 2013 | Silvina Escudero   |
| 20 de abril de 2013 | Fabián Gianola     |
| 20 de abril de 2013 | Belén Francese     |
| 27 de abril de 2013 | Diego Ramos        |
| 27 de abril de 2013 | Verónica Lozano    |
| 4 de mayo de 2013   | Chang Sung Kim     |
| 4 de mayo de 2013   | Leandro Penna      |
| 11 de mayo de 2013  | Graciela Alfano    |
| 11 de mayo de 2013  | Christian Sancho   |
| 18 de mayo de 2013  | Juan Pedro Lanzani |
| 18 de mayo de 2013  | Natalie Pérez      |

## Crítica
El sitio web Television.com.ar calificó a la puesta en escena del programa como excelente, y al andar del mismo como correcto. Además elogió la fluidez de cada aspecto en torno al programa en general y el trabajo de producción. En la parte de humor, destacó el trabajo de los humoristas Darío Barassi y Dalia Gutman. Por último se refirió a los juegos como un buen aporte de originalidad.

## Ficha técnica
- Conducción: Leonardo Montero y Zaira Nara.
- Humor: Noralih Gago, Dalia Gutmann, Darío Barassi,
- Locución: Marcela Godoy.
- Dirección de fotografía: Daniel Abregu.
- Sonido: Emilio Robirosa.
- Escenografía: Martín Seijas.
- Asistente de dirección: Daniel Selmo.
- Producción ejecutiva: Gabriella Butula y Fidel Chiatto.
- Producción general: Raúl Slonimsky.
- Realización general: Martín Kweller.
- Dirección: Fernando Emiliozzi.

## Banda sonora
- Apogiffa Night - Infected Mushroom

- The Wave - Klaus Badelt (de la película "Poseidon")

- Symphony For Isabelle, pt. 3 - Craig Armstrong (de la película "Kiss of the Dragon")

- The Trap - James Newton Howard (de la película "Hidalgo")

- Batallón - Carlos Abriola

- Sube La Presión - Willy Cooper

- Electro Scream - Carlos Abriola